# Мария Луиза Французская
Мария Луиза Французская (15 июля 1737 — 23 декабря 1787) — французская принцесса, младшая дочь короля Людовика XV и Марии Лещинской. При дворе была известна как Мадам Луиза.

## Биография
Мария Луиза, принцесса Франции родилась 15 июля 1737 году в Версале. Воспитывалась вместе с сёстрами Софией, Викторией и Терезой в монастыре Фонтевро. В 1768 году появилась перспектива выдать Марию Луизу замуж за претендента на трон Англии, Шотландии и Ирландии Карла Эдуарда Стюарта. Принцесса ответила на предложение принца:
«Я предназначена не для мужа, я предназначена для Иисуса Христа!» 
Мария Луиза вернулась в Версаль в 1750 году и проживала там следующие 20 лет, переживая все события королевской семьи. На её руках скончалась старшая сестра Генриетта в 1752 году, рождались её племянники и племянницы, было совершено покушение на отца в 1757 году, строительство Малого Трианона, смерть матери — королевы Марии Лещинской.
В 1770 году ко всеобщему изумлению она попросила отца, чтобы он дал ей разрешение стать монахиней. Отец дал согласие и принцесса отправилась в монастырь Сен-Дени, где приняла имя Августина. Год спустя она дала обет и была полностью принята в монастырь. Умерла принцесса 23 декабря 1787 года на 50 году жизни. Последними её словами были:
«К небесам, быстрей, галопом к небесам!» 
19 июня 1873 года папа римский Пий IX объявил монахиню Августину досточтимой.

## Галерея

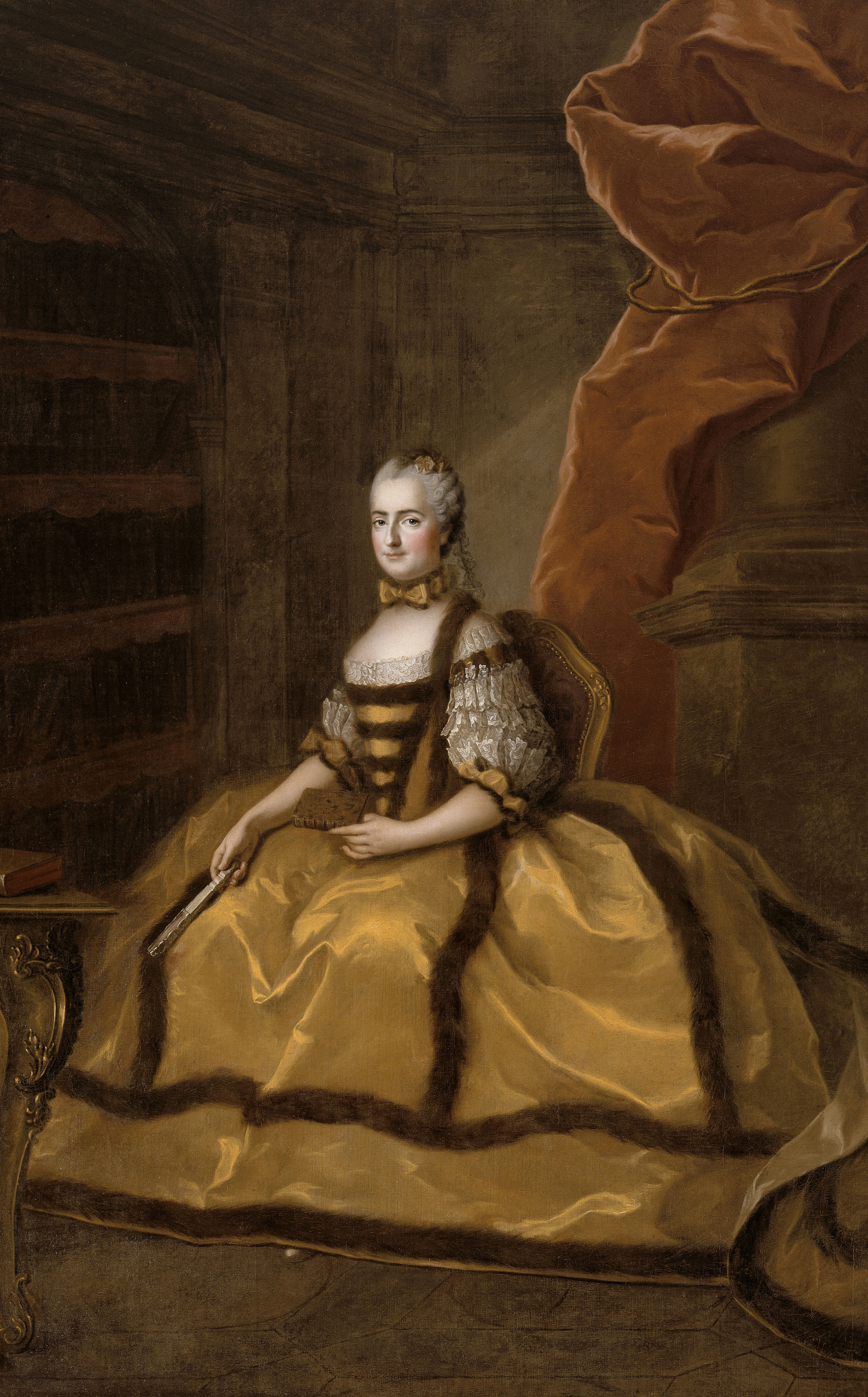
Портрет работы Франсуа-Юбера Друэ
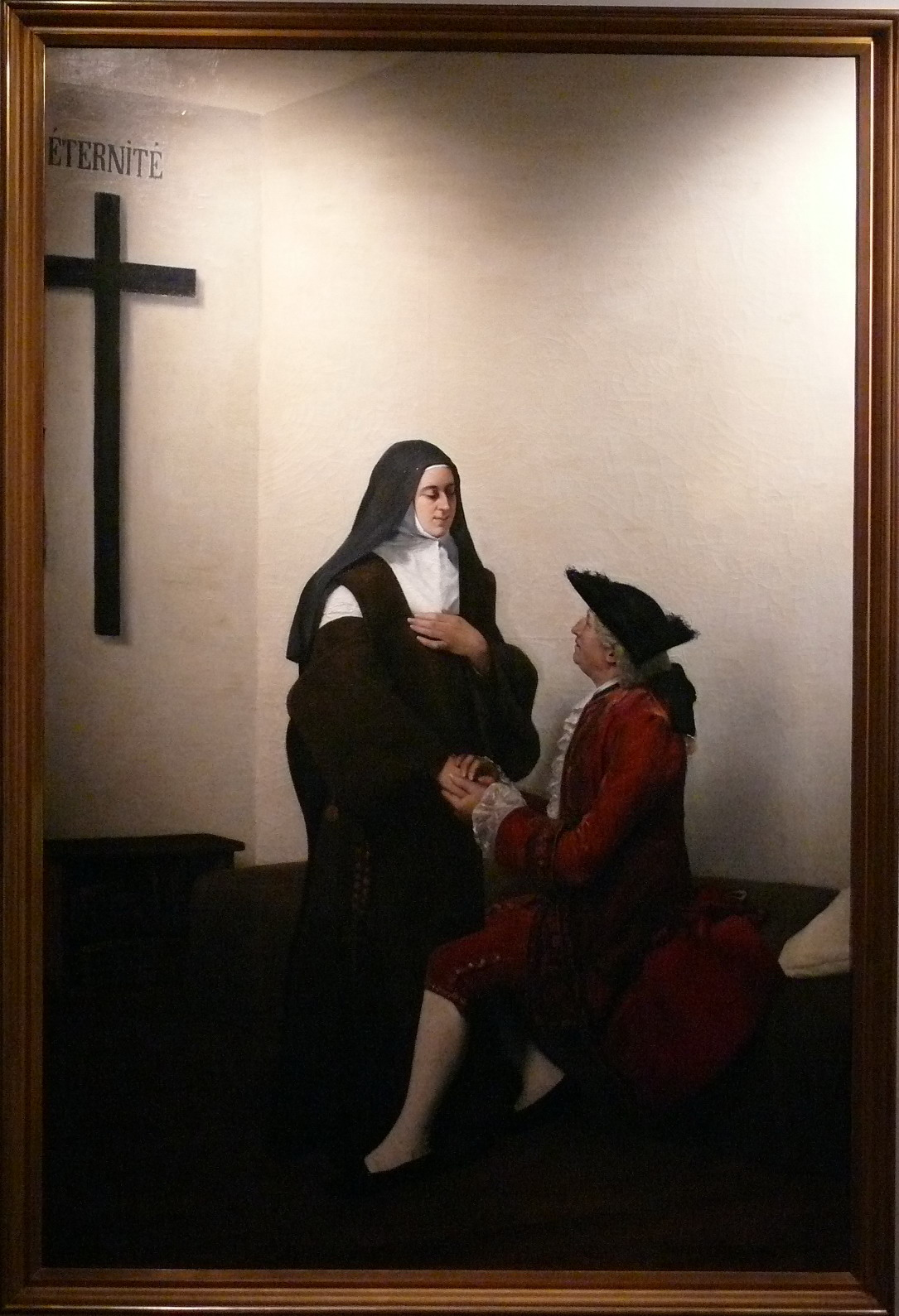
Людовик XV приехал к своей дочери в монастырь Сен-Дени
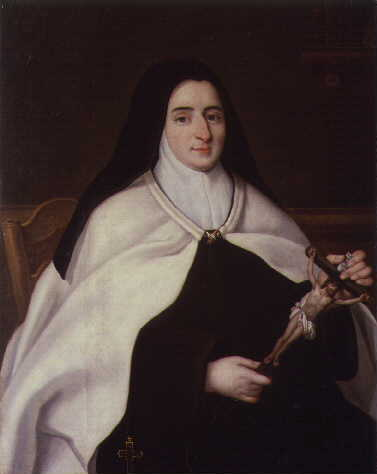
Мария Луиза — монахиня Августина